# Stabieńskie osiedle wiejskie
Stabieńskie osiedle wiejskie (ros. Стабенское сельское поселение) – rosyjska jednostka administracyjna (osiedle wiejskie) wchodząca w skład rejonu smoleńskiego w оbwodzie smoleńskim.
Centrum administracyjnym osiedla wiejskiego jest wieś (ros. деревня, trb. dieriewnia) Pokornoje.

## Geografia
Powierzchnia osiedla wiejskiego wynosi 224,39 km², a jego głównymi rzekami są Żeriespieja i Łuszczenka. Przez terytorium jednostki przechodzi droga magistralna M1 «Białoruś».

## Historia
Osiedle powstało na mocy uchwały obwodu smoleńskiego z 28 grudnia 2004 r. (z późniejszymi zmianami w uchwale z dnia 29 kwietnia 2006 roku).

## Demografia
W 2010 roku osiedle wiejskie zamieszkiwało 3489 mieszkańców.

## Miejscowości
W skład jednostki administracyjnej wchodzą 34 miejscowości, w tym osiedle (Stabna) i 33 wsie w typie dieriewni (Abramkowo, Dubrowo, Fiefiełowo, Iłowka, Iwachowo, Juszyno, Koszelewo, Lentiewo, Ławrowo, Mazalcewo, Morozowo, Moszczinki, Nowaja Dieriewnia, Nowoje Koriawino, Nowosiełki, Olchowiki, Pieniesnar, Płai, Pokornoje, Profiłaktorij Kristałł, Profiłaktorij SAAZ, Riazanowo, Siemirieczje, Smugulino, Spas-Lipki, Staroje Koriawino, Szczitniki, Tieriechi, Zaborje, Zacharino, Zamoszczje, Zykolino, Żukowo).